# Тюменский машиностроительный завод

ЗАО «Тюменский машиностроительный завод» — производитель ведомых дисков сцепления для грузовых и легковых транспортных средств отечественного производства. (автомобили ГАЗ, УАЗ, ЗИЛ, МАЗ, КамАЗ, УРАЛ, КрАЗ, Икарус, тракторов и др.)

## История
ЗАО «Тюменьмашзавод» имеет 65-летнюю историю, начало которой 1946 год.
1946 г. Открытие Мотороремонтного завода «Заготтранса»
1966 г. Открытие Авторемонтного завода, который вошел в состав Росавторемпрома Министерства автомобильного транспорта.
1979 г. К этому времени в итоге реконструкции старых помещений завода насчитывает 6200 кв. м. производственных площадей. Это 6 участков. На заводе производился капитальный ремонт автобусов, двигателей, узлов и агрегатов.
1988 г. Начало разработки производства дисков сцепления.
1993 г. Начало серийного выпуска дисков сцепления
2002 г. На базе ЗАО «Тюменский авторемонтный завод» создается ЗАО «Тюменский машиностроительный завод»

## Завод сегодня
К моменту создания ЗАО «Тюменьмашзавод» на предприятии производится только 12 видов дисков сцепления, учитывая, что завод каждый год увеличивал ассортимент выпускаемой продукции, это привело к тому, что в настоящее время ассортимент возрос до 23 наименований.
В настоящее время ежемесячно завод производит и реализует более 20 тысяч дисков сцепления и в ближайшем будущем планируется увеличение объемов производимой продукции.
Продукция завода пользуется спросом на рынке, отвечает всем установленным государственным стандартам и требованиям, что подтверждается сертификатами соответствия.